# Campionato oceaniano femminile under 20 di calcio 2014
Il Campionato oceaniano femminile under 20 di calcio 2014, 6ª edizione della competizione organizzata dalla OFC e riservata a giocatrici Under-20, si è giocato in Nuova Zelanda tra il 18 e il 22 febbraio 2014.

La Nuova Zelanda ha vinto il titolo per la quarta volta consecutiva e si è qualificata, per il Campionato mondiale femminile under 20 di calcio 2014.

## Squadre partecipanti
L'elenco ufficiale dei partecipanti è stato annunciato dall'OFC il 24 gennaio 2014
- Nuova Zelanda (paese organizzatore)
- Papua Nuova Guinea
- Tonga
- Vanuatu

## Partite
| Arbitro: | Anna-Marie Keighley |

|  |           |                                            |
|  | Marcatori | 51’ Awele 66’ Irakau 71’ Gabong 75’ Niaman |

| Arbitro: | Finau Vulivuli |

| |           |  |
| Puketapu 7’, 18’, 43’ Rolston 15’, 20’, 45’, 73’ Dabner 21’ Palmer 36’, 45’ Pereira 80’ O'Brien 81’ | Marcatori |  |

| Arbitro: | Finau Vulivuli |

|  |           |                                 |
|  | Marcatori | 5’, 12’, 16’ Gunemba 39’ Kaikas |

| Arbitro: | Robinson Banga |

|                                     |           |                      |
| Cleverley 7’ O'Brien 39’ Bott 90+1’ | Marcatori | 24’ (aut.) Cleverley |

| Arbitro: | Anna-Marie Keighley |

|  |           |                                           |
|  | Marcatori | 30’, 45’ Tongia 35’ Tahitu'a 54’ Malekamu |

| Arbitro: | Robinson Banga |

|                                                 |           |  |
| Van Noorden 10’ Pereira 86’ Morris 90+3’ (aut.) | Marcatori |  |

| Pos. | Squadra            | Pt | G | V | N | P | GF | GS | DR  |
| ---- | ------------------ | -- | - | - | - | - | -- | -- | --- |
| 1.   | Nuova Zelanda      | 9  | 3 | 3 | 0 | 0 | 18 | 1  | +17 |
| 2.   | Papua Nuova Guinea | 6  | 3 | 2 | 0 | 1 | 8  | 3  | +5  |
| 3.   | Tonga              | 3  | 3 | 1 | 0 | 2 | 5  | 7  | -2  |
| 4.   | Vanuatu            | 0  | 3 | 0 | 0 | 3 | 0  | 20 | -20 |

## Classifica marcatori
| Gol |  |  | Giocatore        | Squadra            |
| --- |  |  | ---------------- | ------------------ |
| 4   |  |  | Emma Rolston     | Nuova Zelanda      |
| 3   |  |  | Martine Puketapu | Nuova Zelanda      |
| 3   |  |  | Meagan Gunemba   | Papua Nuova Guinea |
| 2   |  |  | Briar Palmer     | Nuova Zelanda      |
| 2   |  |  | Jasmine Pereira  | Nuova Zelanda      |
| 2   |  |  | Tayla O'Brien    | Nuova Zelanda      |
| 2   |  |  | Malia Tongia     | Tonga              |

## Premi
Al termine del torneo sono stati assegnati questi premi:
| Meagan Gunemba       |
| Miglior marcatore    |
| Emma Rolston         |
| 4 goal               |
| Migliore portiere    |
| Tangimausia Ma’afu   |
| Premio Fair Play OFC |
| Vanuatu              |